# Иткинд, Исаак Яковлевич
Исаак Яковлевич Иткинд (9 апреля [21 апреля] 1871, Дикарки, Сморгонская волость, Ошмянский уезд, Виленская губерния, Российская империя — 14 февраля 1969, Алма-Ата, Казахская ССР, СССР) — советский скульптор, заслуженный деятель искусств Казахской ССР (1968), член Союза художников СССР.

## Биография

### Детство и учёба
Родился 9 апреля 1871 года (сам скульптор утверждал, что в 1868 году) в местечке Дикарки близ города Сморгони Виленской губернии. Его отец был хасидским раввином.
Окончил высшую еврейскую духовную школу и также стал раввином. Работал переплётчиком в типографии. В 1897 году прочитал книгу о знаменитом еврейском скульпторе Марке Антокольском, после чего решил заняться скульптурой. Однажды дом Иткиндов посетил писатель Перец Гиршбейн, который заинтересовался скульптором-самоучкой и написал в газету статью об уникальном даре Исаака. Статья была настолько убедительна, что жители местечка собрали деньги на то, чтобы Исаак получил профессиональное художественное образование. С 1910 года Исаак Иткинд учится в рисовальной школе города Вильно (сейчас Вильнюс). В 1912—1913 годах учился в Школе ваяния и зодчества в Москве в частной студии скульптора Сергея Михайловича Волнухина. 

### Российский период
Работы, выполненные Исааком Иткиндом до 1917 года, посвящены теме скорби («Горький смех», «Сумасшедший», «Моралист»). Любимый материал — дерево. Скульптуры Иткинда привлекли внимание Максима Горького, который в 1918 году организовал его персональную выставку. Из 42 выставленных работ сохранились три: «Мой отец», «Горбатый», «Мелодия».
После Октябрьской революции некоторое время Исаак Иткинд вместе с Марком Шагалом работал преподавателем в подмосковной еврейской трудовой школе-колонии для беспризорников «III Интернационал» в Малаховке. В 1924 г. по настоянию врачей переехал в Ялту, затем в Симферополь, где преподавал в Симферопольском техникуме изобразительных искусств. Его ученицей там была будущий скульптор Ариадна Арендт.
С 1927 года Иткинд живет в Ленинграде, где им были созданы работы, посвящённые различным историческим и культурным деятелям: «Ленин», портреты Фердинанда Лассаля, Карла Маркса, Фридриха Энгельса, а также три портрета Александра Сергеевича Пушкина. Исаак Иткинд был знаменит в СССР, в те годы его сравнивали с Винсентом Ван Гогом. Кроме того, Иткинд был замечательным писателем. От его устных рассказов приходили в восторг знаменитые писатели и режиссёры — Максим Горький, Владимир Маяковский, Сергей Есенин, Всеволод Мейерхольд, бывшие его близкими друзьями. Они же уговорили Иткинда начать писать. Тот написал довольно много произведений, но из-за кочевой жизни его рассказы не сохранились. Алексей Николаевич Толстой в 1934 году приобрёл у Исаака Иткинда несколько рассказов и опубликовал их в журнале «Звезда».

### Арест и ссылка
В 1937 году после выставки в Эрмитаже, посвящённой 100-летию со дня смерти Пушкина, Иткинд был арестован за якобы шпионаж в пользу Японии и помещён в Кресты, где ему выбили зубы, сломали рёбра и отбили барабанные перепонки. Вскоре после этого он был сослан в Сибирь, а позднее в Казахстан. Весь мир до 1944 года считал, что Иткинд умер в лагерях в 1938 году, именно такая дата смерти указывалась в подписях к его скульптурам и в литературе.

### Казахстанский период
С 1938 года Исаак Иткинд жил в селе Зеренда на территории Казахской ССР, где работал над рядом скульптурных портретов: «Акын Джамбул», «Амангельды», «Абай» и других. При этом никто не знал о том, что «полудикий старик-колдун, питающийся кореньями, живущий в землянке и собирающий старые пни» — это всемирно известный скульптор. Когда в 1944 году Алма-Атинский художник Николай Мухин случайно «нашёл» Исаака Иткинда, то не смог ничем помочь скульптору, так как тот всё ещё считался «врагом народа». Лишь через 12 лет, в 1956 году Исаак Иткинд переехал в Алмаз-Ату и устроился на работу в Алма-Атинский государственный театр, где днём рисовал декорации, а по ночам вырезал из дерева скульптуры в подвале театра. Через два года, в 1958 году новый молодой художник театра решил осмотреть подвал театра, где и обнаружил ставшие впоследствии знаменитыми портреты и композиции: «Поль Робсон» (1956), «Дерево-мыслитель» (1956), «Смеющийся старик» (1958) и другие. Так Исаака Иткинда «нашли» снова.
В 1967 году молодой режиссёр-документалист из Казахстана Арарат Машанов снял 20-минутный документальный фильм об Исааке Иткинде — «Прикосновение к вечности».

## Произведения
Работы Исаака Иткинда хранятся в Русском музее, Эрмитаже, музее А. С. Пушкина в Санкт-Петербурге, а также в музеях Казахстана, Франции и США.

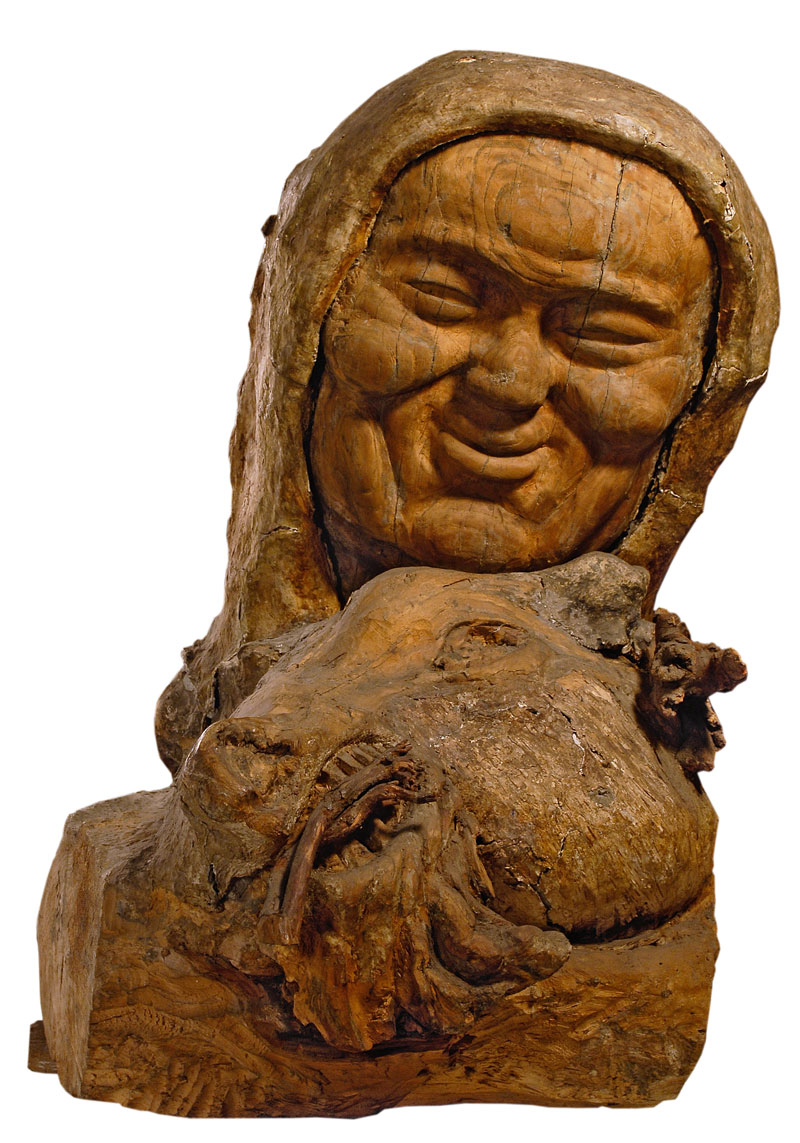
«Сказание о мире». СССР, КазССР, Алма-Ата, 1957 г. Государственный музей искусств Республики Казахстан имени Абылхана Кастеева.
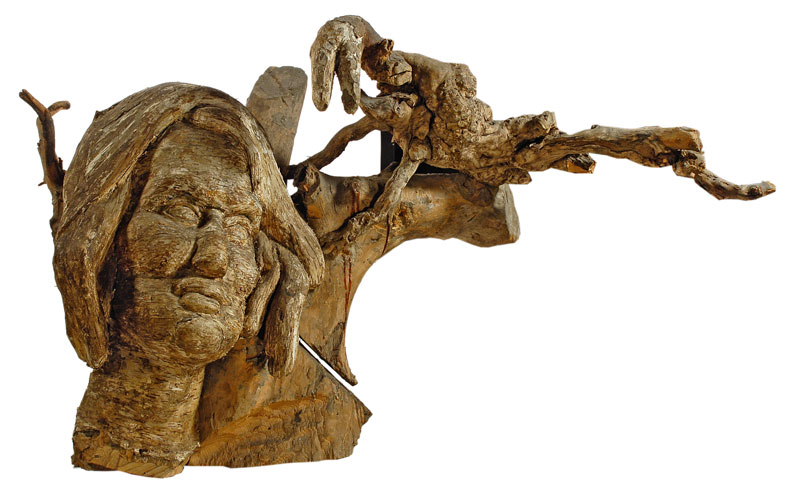
«Песня». СССР, КазССР, Алма-Ата, 1960 г. Государственный музей искусств Республики Казахстан имени Абылхана Кастеева.

## Смерть
Умер в Алма-Ате в 1969 году. Похоронен на Центральном кладбище Алматы.